# Synagoga w Andrzejewie
Synagoga w Andrzejewie – powstała przypuszczalnie w XIX w. wraz z założeniem tutejszej gminy. Została zniszczona w czasie II wojny światowej. Po wojnie nie została odbudowana.